# Демонстрације у Египту (2012-2013)
Демонстрације у Египту (2012—2013) су почеле 22. новембра 2012. године, као одговор првом демократски изабраном председнику Египта Мухамеду Мурсију који је доношењем декрета покушао да уставом прошири своја државничка овлашћења. Демонстрације против Мурсија су трајале до 3. јула 2013. када је египатска војска, приклонивши се демонстрантима, извршила државни удар у коме је сменила Мурсија са места председника Египта, суспендовала устав и најавила превремене парламентарне изборе. У овом државном удару Мурси је приведен а за великим бројем његових присталица из Муслиманског братства је расписана потерница. Као одговор на државни удар присталице свргнутог председника су већ 5. јула организовали масовне демонстрације широм Египта.